# 한국교육방송공사에 대한 비판
이 문서는 한국교육방송공사에 대한 비판과 그에 대한 해명에 관한 내용이다.

## 표절
2009년에 EBS 과학실험 사이펀이라는 프로그램이 일본 도쿄 방송의 프로그램인 놀라움의 아라시를 표절한 것으로 드러났다.
2009년 8월 6일에 방송분에서는'검은 천을 이용해 과일에게 햇빛을 차단하면 과일이 하얗게 될까'라는 의문을 실험을 통해 풀었다. 그런데 이는 '놀라움의 아라시'에서 2007년 4월 6일 방송된 내용과 소재와 구성 등이 똑같았다. 그리고 두 개의 과일을 이어붙이는 실험과 덜 자란 과일에 반지를 끼워 모양을 변화시키는 실험 등도 '놀라움의 아라시' 방송분과 똑같았다는 것이 드러났으며, 회전대에 식물을 올려놓고 원심력을 가하는 실험도 '놀라움의 아라시'에서 2009년 3월 24일에 방송되었던 내용을 차용했다는 지적을 받았다.
또한 8월 23일 방송된 ‘한음씩만 내고 있는 악기의 앞을 통과한다면 곡이 되어 들릴까’ 실험도 일본 방송과 비슷하였으며, 리코더를 이용한 실험방식과 실험자로 나선 희극 배우 김늘메가 "안 하는게 나아요"라고 한 말까지도 '놀라움의 아라시'에서 아이바 마사키가 했던 말과 비슷했다.
이어진 트럼펫 실험에서 '놀라움의 아라시'가 만화 '벼랑위의 포뇨'의 주제곡을 연주했다면 '과학실험 사이펀'에서는 '아기공룡 둘리'의 주제곡을 연주했다. 7월 23일 방송된 8개의 종이컵과 한 개의 종이컵을 연결해 파트 합창을 하는 실험도 비슷했다.
이에 EBS는 외주제작사가 일본의 프로그램을 많이 차용했으며, 교체했다고 해명했다.

## 출연 강사 문제

### 족집게 강의
2003년에는 토익 찍기 요령 위주의 강의로 구설수에 올랐다.
2003년 2월 24일부터 '이지 토익'이란 프로그램을 신설하여 방송하였는데,  진행을 맡은 강사 김대균이 방송에서 문제해설과 더불어 “토익에서 명사 와 명사사이에 빈칸 문제는 ‘ing’가 붙은 보기가 80% 답이다”, “기차나 전철 사진이 나오는 문제는 ‘board’동사가 나오면 답이다” “얼버무리는 예문이 들렸다하면 답이다” 등 찍기 기술을 가르쳐서 논란을 빚었다.  게다가 “기술을 알려주겠다” “요령이 붙으면 성적은 기하급수적으로 는다”며 노골적으로 편법을 부추겼으며, 평소 책이나 강의에서도 “‘South Korea’가 들어가 있으면 ‘strategic’이 정답”이라는 식의 영어실력과 상관 없는 요령강의를 해왔다.
또한 '족집게 강사'를 세일즈하는 EBS의 홍보전략이 사설학원과 다를 바 없다는 지적도 받았다. 이를 테면 ‘토익비법을 공개한다 토익 500점 이하도 100일 안에 700점을 돌파할 수 있다’ 는 자극적 문구를 홈페이지 등에서 광고하였다.
이에 대해 EBS는 해당 강사는 토익 영어 해설 능력이 뛰어나 발탁되었으며 강사가 학원강의 습관이 돌출하여 비법강의를 하는 경우 가능한 제지하고 있다고 해명하였다.

### 강사 학력 문제
가수 타블로의 친형이자 '스타 잉글리시'를 진행한 영어 강사인 이선민은 방송계에 진출할 때 미국 브라운대를 거쳐 컬럼비아대 국제관계대학원에서 석사학위를 딴 것으로 알려졌으나 석사과정은 마치지 못한 사실이 알려져 논란이 되었다.  논란이 커지자 이선민은 2010년 7월 9일 '스타 잉글리시' 홈페이지를 통해 "1996년 5월까지 석사과정을 밟았지만 2003년 한국에 들어올 때까지 트레이더로 일을 하며 결국 석사 과정을 끝내지 않았다"며 "이후 어학원이건 EBS건 제가 일한 곳에 단 한 번도 석사 학위를 취득했다고 어떤 형태로든 거짓말한 적이 없다. 브라운대 학사 출신으로 굳이 그런 거짓말할 필요도 없었다"고 해명했다.
그러나 EBS는 7월 19일에 이선민에게 출연 정지를 시켰으며 '스타 잉글리시'는 다른 프로그램으로 대체하고 그가 출연한 모든 방송분을 EBS홈페이지에서 삭제했다.

### 군 비하 발언
2010년에는 현직 여교사가 인터넷 수능 강의 중에 군대 비하 발언을 하여 물의를 일으켰다.
EBS의 ‘수능특강 언어영역’에서 서울 하나고등학교 장희민 교사는 강의 중 남자의 언어 특징에 관한 설명을 하다가 “남자는 군대에 가서 죽이는 걸 배워 온다. 죽이는 것을 배우면서 뭘 잘했다는 건가요”라고 말하였으며, “여자들이 그렇게 힘들게 낳아놓으면 그들은 죽이는 걸 배워 온다”며 “그러면서 뭘 지키자고 하는 것인지 모르겠다”고 말했다. 이어 “처음부터 (죽이는 것을) 안 배웠으면 세상은 더 평화롭다”고 발언하였다.
이로 인하여 일부 누리꾼들은 강의 동영상이 올라간 지 한참 후인 7월 24일에 이러한 발언의 문제성을 지적하며, 장 교사에게 '군살녀'(軍殺女)라는 별명을 붙였으며, 장 교사의 개인 홈페이지와 소속 학교 홈페이지에 수백개의 비난 글을 남겼다.
이에 대해 장 교사는 “강의 분위기에 취해, 해서는 안 되는 말을 했다. 많은 반성을 하고 있다. 지금까지 진행해온 모든 강의에서 물러나겠다”는 내용의 사과문을 EBS 홈페이지에 올렸으며, EBS도 해당 교사 출연을 정지시키고 강의 동영상을 삭제하는 등 사태 수습에 나섰다. 곽덕훈 EBS 사장은 홈페이지에 직접 사과 글을 올리고 “군대를 다녀온 저로서도 도저히 이해할 수가 없었고 너무 당혹스러운 내용이었다”고 말했다. 하지만 일부 표현상의 문제를 마녀사냥, 인민재판 식으로 몰아붙이는것은 잘못된 것이 아닌가 하는 주장과, 개인 사생활 노출은 심하다는 주장이 제기되었다.

## 홈페이지 해킹 사태
홈페이지는 2012년 5월 15일 자체 모니터링시스템에 의해 이상징후가 발견돼 확인한 결과 중국발 IP를 통해 개인정보 유출이 확인되었다. 유출된 개인정보는 2009년 12월 이전 가입한 회원의 이름, 아이디, 전화번호, 이메일, 집주소, 비밀번호이며 회원 전체 중 400만명으로 추정된다고 밝혔다.

## 독재자 미화
2018년 10월 '한반도 평화시대를 여는 지도자 4인' 입체 퍼즐을 출시했으나, 김정은을 미화한다는 비판을 받았다. 해당 교구는 도널드 트럼프 미국 대통령, 문재인 대통령, 김정은 북한 국무위원장, 시진핑 중국 국가주석 4인의 얼굴과 몸, 대표 건축물을 조립하는 상품이다. 이 중 김정은 퍼즐에는 '2009년 김정일 후계자로 내정되면서 정치적인 입지를 굳혀 2011년 북한 제1인자로서 위치를 확고히 했다', '판문점 선언을 통해 북한의 비핵화 등 한반도의 평화와 남북 관계 발전을 위한 약속을 했다' '세계 평화로 나아가는 새로운 지표를 마련했다'라는 설명이 적혀있어 독재자를 미화한다는 비판을 받았다. EBS미디어 관계자는 "남북 평화 분위기가 조성되면서 제품을 출시하게 됐는데 시기가 조금 일렀던 것 같다"며 "곧바로 관련 제품의 판매를 중지하고 시장에서 전량 회수하기로 했다"고 밝혔다.

## 심각한 재정난 및 공영성 문제
EBS는 2023년 11월 현재 심각한 재정난에서 벗어나지 못하고 있다. 때문에 현재 EBS는 교재출판업과 상업광고로 재원을 충당하고 있는 상황이다. 월당 약 70원의 수신료로는 감당하기 어렵기 때문이다. 이에 대해 국회에서는 한 목소리로 "EBS의 수신료 배분을 늘려야 한다"는 말이 나왔으나 EBS의 정치 화에 대해서는 국민의 힘 등 보수 진영에서 우려와 비판의 목소리가 커지고 있다. 지난 2018년 국감에서도 EBS가 뉴스에서 정치 보도를 남발하여 "교육 관련 이외의 뉴스 보도를 금지한다"는 내용이 담긴 방통위 재허가 조건을 위반하는 등 EBS의 정치화에 대해 보수 진영에서 말이 많은 편이다.
7월 12일에 수신료 분리 징수가 시행되면서 EBS의 재정난은 더 심화될 것으로 보인다.
2023년 5월에 EBS가 재정난을 이유로 청소노동자 3명을 임의로 정리해고하여 논란이 일었다. 이 때문에 국정 감사에서 "미화(청소)노동자 해고사태는 EBS가 쌓아온 공영방송으로서의 책무와 가치를 무너뜨린 사례"라는 비판이 나왔다.

## 같이 보기
- 문화방송에 대한 비판
- 조선일보에 대한 비판
- 한국방송공사에 대한 비판
- SBS에 대한 비판